# باول ريني
باول ريني (بالإنجليزية: Paul Rennie)‏ (26 أكتوبر 1971 في المملكة المتحدة - ) هو لاعب كرة قدم بريطاني في مركز الدفاع. لعب مع ستوك سيتي ونادي كرو ألكساندرا وويغان أتلتيك وNantwich Town F.C. ‏.

## وصلات خارجية
- باول ريني على موقع قاعدة بيانات كرة القدم.إي يو (الإنجليزية)